# Scoparia denigata
Scoparia denigata là một loài bướm đêm trong họ Crambidae.